# Leszek Mikołajków
Leszek Marian Mikołajków (ur. 4 lutego 1933 w Dębicy, zm. 19 marca 2024) – polski Sprawiedliwy wśród Narodów Świata.

## Życiorys
Leszek Mikołajków urodził się 4 lutego 1933 r. w Dębicy. Był pierwszym dzieckiem pielęgniarki Leokadii i lekarza Aleksandra Mikołajkowów. Miał młodszego brata Andrzeja, z którym wychował się w domu pod adresem Kościuszki 248. Będąc dzieckiem transportował do dębickiego getta przygotowane przez rodziców dla społeczności żydowskiej paczki z lekarstwami i prowiantem. Rodzina Mikołajkowów udzielała pomocy 13 członkom rodziny Reich, ukrywając ich łącznie przez blisko 2 lata. Kryjówką był strychu, piwnica i garaż kamienicy, która sąsiadowała z siedzibą Gestapo. Leszek razem z bratem pomagał rodzicom ukrywać Reichów do zajęcia Dębicy przez Armię Czerwoną 20 sierpnia 1944 r. Po wyzwoleniu ukrywani wyemigrowali z Polski i osiedlili się w USA. Leszek Mikołajków utrzymuje kontakt z potomstwem seniora rodu Chaskiela Reicha i dotąd żyjącymi w USA i Jerozolimie uratowanymi.
Leszek Mikołajków został uznany za Sprawiedliwego wśród Narodów Świata przez Jad Waszem 25 lipca 1989 r. wspólnie z bratem Andrzejem. Wcześniej, w 1980 r. odznaczenie to zostało przyznane ich rodzicom, Leokadii oraz (pośmiertnie) Aleksandrowi Mikołajkowom. W 2016 został odznaczony Krzyżem Komandorskim Orderu Odrodzenia Polski.

## Nawiązania w kulturze
Film dokumentalny Jagny Wright i Anety Naszyńskiej Druga Prawda przedstawia historię rodziny Mikołajkowów. Zbigniew Szurek oparł książkę Rodzina Mikołajkowów (próba biografii). Ofiarność. Odwaga. Poświęcenie na historii niesienia pomocy społeczności żydowskiej przez rodzinę.